# Cartel de Dix-Hill
El cartel de Dix-Hill fue el primer sistema oficial de intercambio de prisioneros durante la guerra civil estadounidense. Fue firmado por el General de División de la Unión John A. Dix y el General de División Confederado D. H. Hill en Haxall's Landing en el río James en Virginia el 22 de julio de 1862.
En el acuerdo se estableció una escala de equivalencias para los oficiales capturados que se intercambiarían por un número fijo de hombres alistados, y se designaron agentes de cada parte para que realizaran los intercambios en lugares concretos. Los prisioneros también pueden ser puestos en libertad condicional.
El sistema comenzó a quebrarse cuando los confederados clasificaron a los cautivos afroamericanos como esclavos fugitivos, que debían ser devueltos a sus dueños en lugar de ser intercambiados. El 30 de julio de 1863, el presidente Abraham Lincoln emitió la Orden General 252, que efectivamente suspendió el cartel de Dix-Hill hasta que las fuerzas confederadas acordaran tratar a los prisioneros negros de la misma manera que a los prisioneros blancos. En agosto de 1864, el general Grant se negó a restablecer el acuerdo completo porque la Unión ya tenía prisioneros a muchos más soldados confederados que los soldados de la Unión retenidos por la Confederación, aunque algunos intercambios continuaron, y se reanudaron oficialmente en enero de 1865.

## Intercambios anteriores de prisioneros
Al estallar la Guerra Civil, el gobierno federal adoptó una actitud dura hacia los rebeldes. La administración de Lincoln quería evitar cualquier acción que pudiera parecer un reconocimiento oficial del gobierno confederado en Richmond, incluyendo la transferencia formal de prisioneros militares. En el Norte, la opinión pública sobre el intercambio de prisioneros comenzó a ablandarse después de la Primera Batalla de Bull Run, cuando los rebeldes capturaron a unos mil soldados de la Unión.
Antes de la creación del cartel, las fuerzas de la Unión y de la Confederación intercambiaban prisioneros esporádicamente, generalmente como un acto de humanidad entre los comandantes de campo de la oposición. En algunos casos, sólo se realizaba un traslado de prisioneros enfermos y heridos. Los intercambios de prisioneros entre las partes podían llevar mucho tiempo. Algunos comandantes militares que no estaban familiarizados con la práctica se mostraban reacios a participar en intercambios sin la aprobación explícita y la instrucción de sus superiores.

## Progreso hacia un acuerdo
Durante los primeros meses de la Guerra Civil, el apoyo a los intercambios de prisioneros creció en el Norte. Las peticiones de los prisioneros en cautiverio del Sur y los artículos en los periódicos del Norte aumentaron la presión sobre la administración de Lincoln[4] El 11 de diciembre de 1861, el Congreso de los Estados Unidos aprobó una resolución conjunta en la que pedía al Presidente Lincoln que "inaugurara medidas sistemáticas para el intercambio de prisioneros en la actual rebelión".

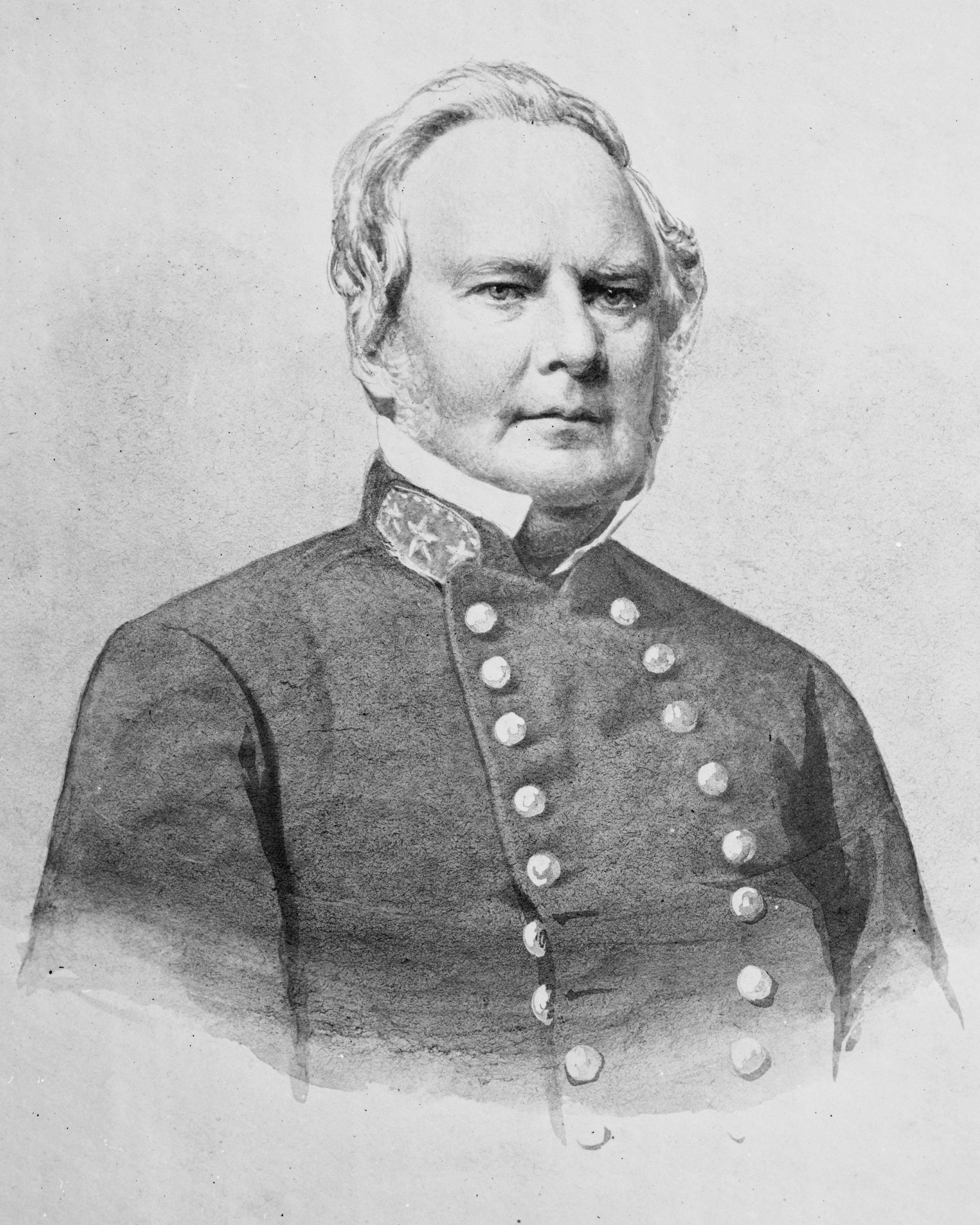
General Sterling Price, CSA

En Misuri durante octubre y noviembre de 1861, el General de División de la Unión John Frémont y el General de División Sterling Price de la Guardia Estatal de Misuri aprobaron el intercambio de sus prisioneros existentes y acordaron los términos para la transferencia de futuros cautivos. Sin embargo, el presidente Abraham Lincoln relevó a Frémont de su cargo el 2 de noviembre por sus acciones torpes en Misuri, y el mayor general David Hunter, el reemplazo de Frémont, se negó a reconocer el acuerdo.

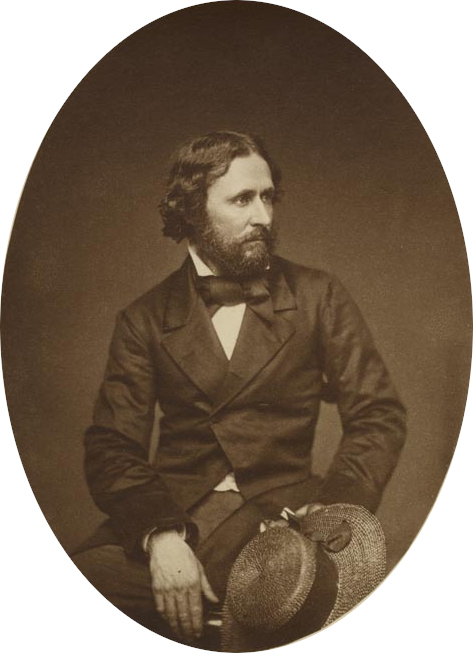
General John C. Fremont, USA

En dos reuniones celebradas el 23 de febrero y el 1 de marzo de 1862, el general de división de la Unión John E. Wool y el general de brigada confederado Howell Cobb se reunieron para llegar a un acuerdo sobre el intercambio de prisioneros. Un acuerdo de cartel anterior utilizado entre los Estados Unidos y Gran Bretaña en la Guerra de 1812 proporcionó un modelo para que los negociadores se adaptaran en las conversaciones de 1862.
Las diferencias sobre qué lado cubriría los gastos de transporte de los prisioneros obstaculizaron las negociaciones entre Wool y Cobb. Otra cuestión sobre cómo manejar el excedente de prisioneros retenidos por una de las partes resultó ser un problema insuperable. Cobb no estaría de acuerdo con la propuesta de Wool de un intercambio equitativo de prisioneros en ese momento, mientras que aplaza la resolución de la cuestión de los excedentes a negociaciones posteriores.
En junio de 1862, el general Cobb se reunió con el coronel Thomas M. Key, ayudante del general de división George McClellan, en otro intento de llegar a un acuerdo sobre el intercambio de prisioneros. Key discutió otros asuntos con Cobb más allá del tema de los prisioneros, y en respuesta, el Secretario de Guerra Edwin Stanton hizo un comentario agudo a McClellan que no se considera apropiado que los oficiales que lleven banderas de tregua con respecto al intercambio de prisioneros celebren ninguna conferencia con los oficiales rebeldes sobre el tema general de la contienda existente o sobre cualquier otro tema que no sea el relacionado con el intercambio de prisioneros.
Para llevar a cabo la siguiente ronda de negociaciones del cartel, el 8 de julio, el Secretario de Guerra Stanton nombró al General de División John A. Dix. A principios de julio, el general Cobb se enfermó y ya no pudo representar a las autoridades confederadas. Como reemplazo de Cobb, el General Robert E. Lee nombró al General de División D. H. Hill el 14 de julio. Para prepararse para sus negociaciones con su homólogo confederado en julio de 1862, el General Dix solicitó que el Secretario de Guerra Stanton proporcionara una copia de toda la correspondencia del General Wool con los rebeldes en relación con las discusiones anteriores sobre el cartel.

## Resumen del acuerdo de 1862
El acuerdo del cartel estableció una escala de equivalencias para gestionar el intercambio de oficiales y personal alistado. Por ejemplo, un capitán de marina o un coronel del ejército cambiaría por quince soldados o marineros comunes, mientras que el personal de igual rango transferiría hombre por hombre.
El acuerdo nombró dos lugares para que los intercambios ocurrieran, uno en A. M. Aiken's Landing, bajo de Dutch Gap, en Virginia, y el otro en Vicksburg, Misisipi. Cada gobierno designaría a un agente para que se encargara del intercambio y la libertad condicional de los prisioneros. El acuerdo también permitía el intercambio o la libertad condicional de cautivos entre los comandantes de dos fuerzas opuestas.
Además, el acuerdo permitía a cada parte intercambiar no combatientes, como ciudadanos acusados de deslealtad, y empleados civiles del ejército, como transportistas y trabajadores. Las autoridades debían poner en libertad condicional a los prisioneros que no hubieran sido formalmente intercambiados dentro de los diez días siguientes a su captura. Los términos del cartel prohibían que los presos en libertad condicional regresaran a las fuerzas armadas en cualquier capacidad, incluyendo "el desempeño de tareas de campo, guarnición, policía o guardia, o de imposición de disciplina".

## Funcionamiento del cartel
En la primera semana de agosto de 1862, los nuevos agentes del cartel, el confederado Robert Ould y el general de brigada Lorenzo Thomas, llevaron a cabo su primer intercambio oficial de prisioneros bajo las condiciones del acuerdo con el traslado de 3021 miembros del personal de la Unión por 3.000 confederados a Aiken's Landing.
Los intercambios de prisioneros funcionaron bien hasta diciembre de 1862, cuando el presidente confederado Jefferson Davis suspendió la libertad condicional de los oficiales de la Unión tras la ejecución de William Mumford, ciudadano de Nueva Orleáns, por el general de la Unión Benjamin F. Butler a principios de ese año. En reacción, el Secretario de Guerra de la Unión, Edwin M. Stanton, ordenó el cese de todos los intercambios de oficiales comisionados.
Otras dificultades se desarrollaron cuando el gobierno confederado se negó a conceder la libertad condicional e intercambiar a los soldados afroestadounidenses capturados que pudieran haber escapado de la esclavitud. Las autoridades confederadas decidieron en cambio tratar a estos prisioneros como fugitivos adecuados sólo para ser devueltos a sus antiguos dueños.
En marzo de 1863, el agente de cambio confederado, Robert Ould, envió una carta a Jefferson Davis con estas quejas sobre los esfuerzos de intercambio de la Unión:
Cada día estoy más y más satisfecho de que el Gobierno Federal no tenga la intención de mantener la fe en nosotros en el asunto de los prisioneros o los intercambios. Creo que sus funcionarios están poniendo a prueba su ingenio para descubrir los métodos más disponibles de engaño y fraude. Ayer recibí pruebas oficiales de que unos cuarenta oficiales con derecho a ser liberados hace mucho tiempo, y que de hecho son intercambiados en virtud de acuerdos existentes, están ahora encarcelados en el campamento Chase, y sin embargo el agente federal, con una seriedad que pretendía ser particularmente impresionante, me aseguró hace tres días que ninguno de estos oficiales estaba confinado en ese lugar. No pasa un solo día en el que alguna evidencia no llegue a las manos del fraude y la mendacidad de los yanquis. Hace cuatro semanas el agente federal me informó por escrito que no era la intención de su gobierno hacer más arrestos de no combatientes en nuestro territorio, y sin embargo se han hecho más desde esa declaración que en cualquier otro tiempo anterior...
A principios de junio de 1863, los intercambios habían cesado efectivamente.

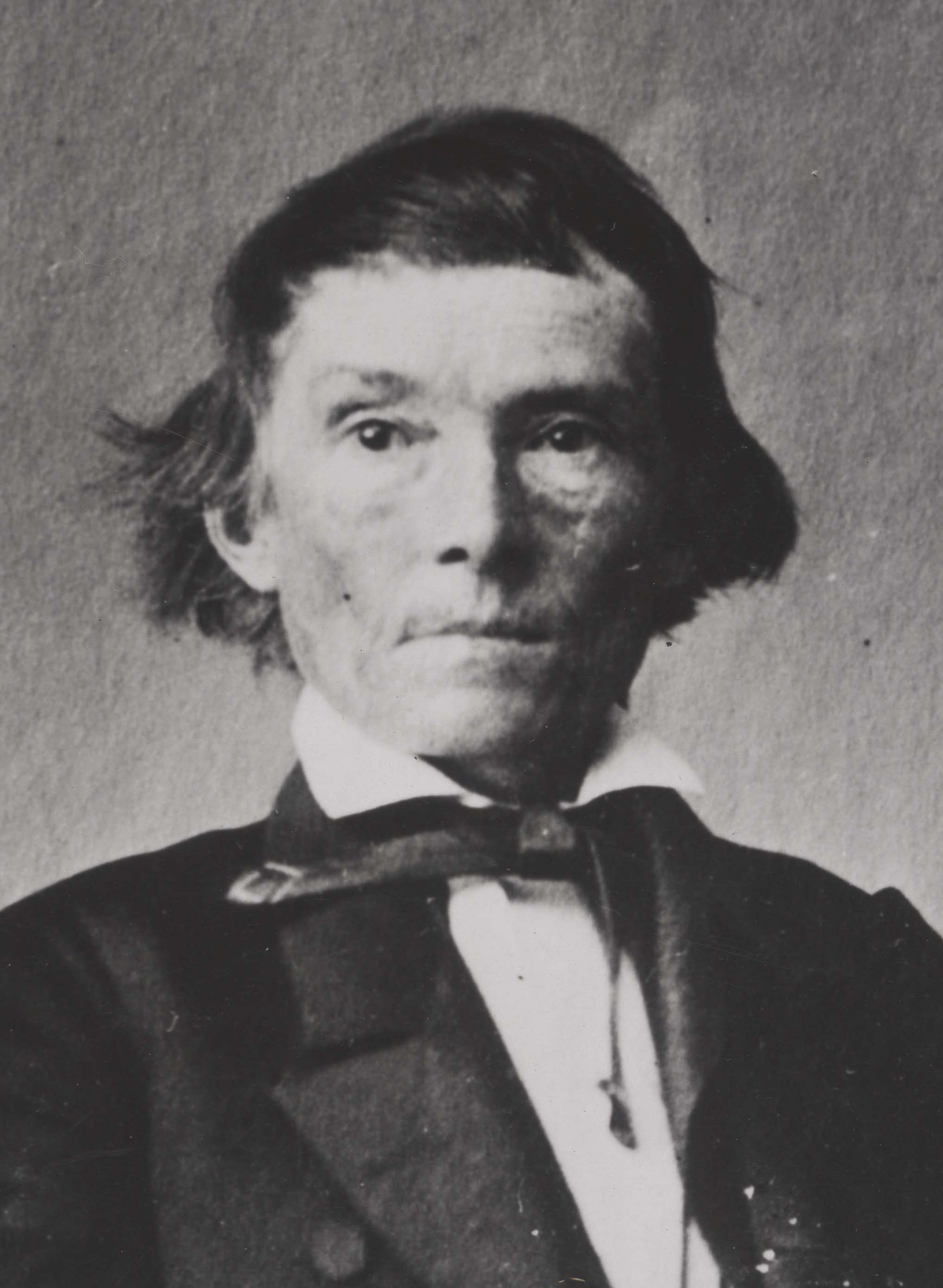
Alexander Stephens, vicepresidente de la CSA

El 12 de junio de 1863, el vicepresidente de la CSA, Alexander Stephens, escribió a Jefferson Davis ofreciéndole sus servicios para viajar a Washington D. C., con el fin de negociar los asuntos relacionados con el intercambio de prisioneros, así como para discutir asuntos diplomáticos de mayor envergadura entre los gobiernos de la Confederación y de la Unión. Davis aceptó la oferta en julio de 1863 y nombró a Stephens como "un comisionado militar bajo bandera de tregua" para acercarse a las autoridades en Washington:
... establecer el cártel para el intercambio de prisioneros sobre una base tal que se eviten las constantes dificultades y quejas que surgen, y que se evite en el futuro lo que consideramos la conducta injusta de nuestros enemigos al evadir la entrega de prisioneros que caen en sus manos; al retardarlo enviándolos por rutas tortuosas y deteniéndolos a veces durante meses en campos de prisioneros; y al persistir en la captura de no combatientes en cautiverio.
Las autoridades federales de Washington se negaron a aceptar la petición de negociar.

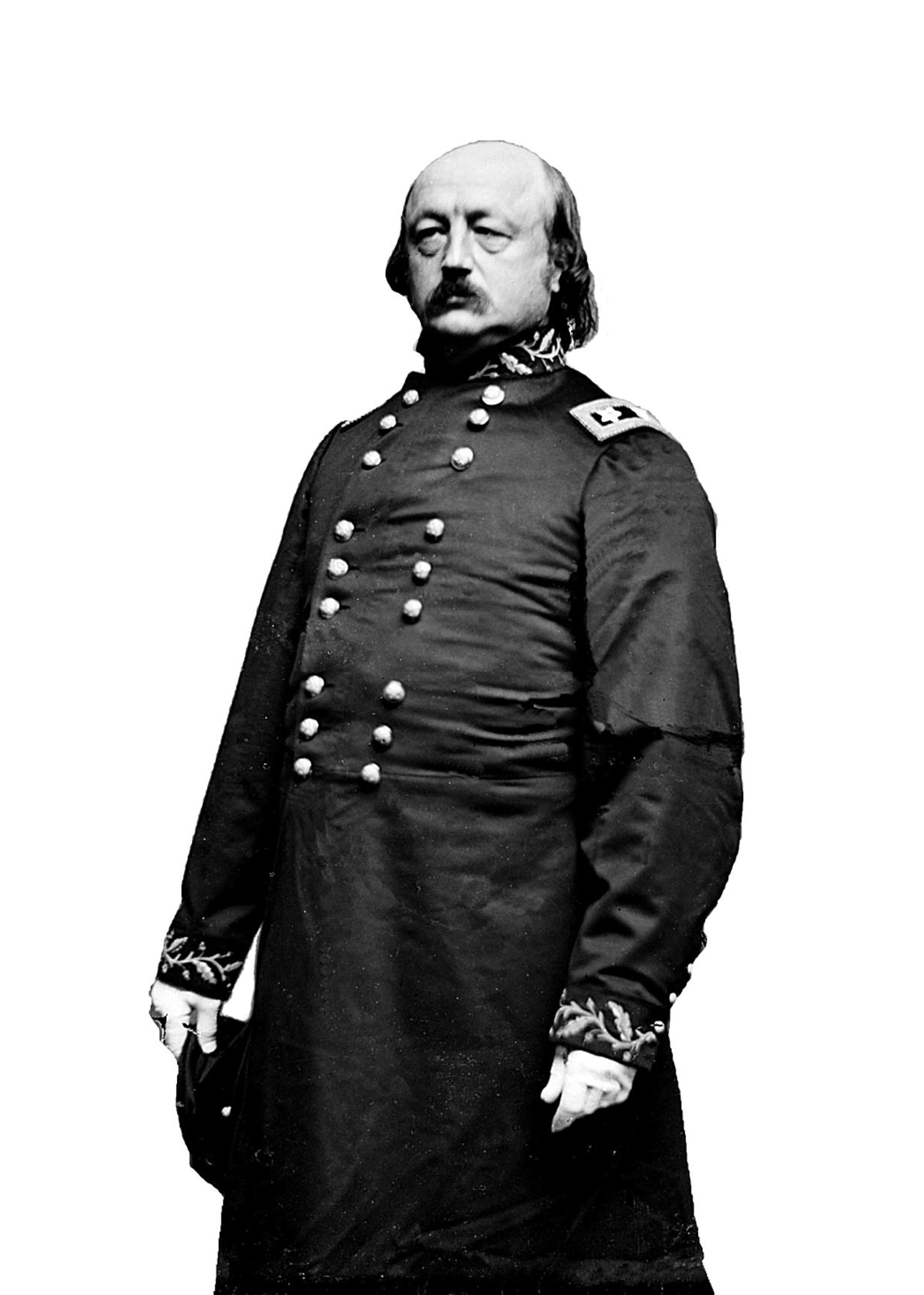
General Benjamin Butler, USA

En noviembre de 1863, el general de la Unión Benjamin Butler solicitó permiso al Secretario de Guerra Edwin Stanton para negociar la reanudación de los intercambios de prisioneros. Después de revisar la correspondencia de los confederados, Butler tenía la idea de que los rebeldes intercambiarían cautivos sin tener en cuenta su "color, casta o condición". Dado que los federales tenían el doble de prisioneros que sus oponentes, Butler propuso que una renovación de los intercambios reduciría el número de prisioneros retenidos por los confederados. Si los "presos de color y sus oficiales" no fueran entregados, el excedente de prisioneros rebeldes de la Unión serviría como rehenes para posibles "represalias y represalias". El 17 de diciembre, el mayor general Ethan Allen Hitchcock nombró a Butler como "agente especial para el intercambio de prisioneros". Mientras se llevan a cabo estos nuevos intercambios, "la protección del Gobierno" permanecerá para "los soldados de color de los Estados Unidos y los oficiales que los comandan". Butler debía evitar "la cuestión de la libertad condicional y los excesos pendientes" entre las dos partes. En pocos días, Butler comenzó a intercambiar prisioneros con los confederados, y continuó las transferencias en los primeros meses de 1864. A pesar de su mandato original, Butler trató de resolver los problemas pendientes del cártel con las autoridades rebeldes mientras se enfrentaba a la creciente oposición del General Hitchcock sobre el alcance y la realización de sus actividades.
Cuando se le pidió que revisara la situación en abril de 1864, el general Ulysses S. Grant ordenó el cese de todos los intercambios hasta que los confederados reconocieran "la validez de la libertad condicional de los prisioneros capturados en Vicksburg y Port Hudson" y detuvieran la discriminación contra los "soldados de color".
En agosto de 1864, Robert Ould aceptó una propuesta de la Unión de hacer intercambios iguales, "oficial por oficial y hombre por hombre", con las primeras liberaciones para los "más largos en cautiverio". Mientras que la oferta de Ould circulaba por el gobierno federal, Butler escribió a Ould en septiembre proponiéndole un intercambio especial de todos los "oficiales y hombres enfermos e inválidos... incapaces de cumplir con su deber y que probablemente permanecerán así durante sesenta días. Para facilitar la transferencia, propuso que el intercambio ocurra en Fort Pulaski, en las afueras de Savannah, Georgia. A finales de noviembre, los beligerantes habían trasladado a varios miles de prisioneros cerca de Savannah, y llevaron a cabo un segundo traslado en condiciones similares en Charleston.
En enero de 1865, con el fin de la guerra a la vista, el general Grant permitió la reanudación de los intercambios cuando las autoridades confederadas acordaron incluir a todos los prisioneros. En febrero, Grant escribió al secretario de Guerra Stanton diciéndole que estaba tratando de intercambiar 3.000 prisioneros a la semana, y pidió que se diera preferencia primero a las tropas discapacitadas, ya que "pocos de ellos volverán a estar en las filas, y como podemos contar con poco apoyo de los prisioneros que tenemos".
En su historia militar, La noche más larga, el historiador David J. Eicher afirma que el "Ejército de la Unión puso en libertad condicional o intercambió a 329.963 prisioneros de guerra confederados, mientras que la Confederación puso en libertad condicional o intercambió a unos 152.015 prisioneros de guerra de la Unión".